# Surtjärnen (Torsåkers socken, Gästrikland)
Surtjärnen är en sjö i Hofors kommun i Gästrikland och ingår i Dalälvens huvudavrinningsområde. Sjön har en area på 0,08 kvadratkilometer och ligger 168,2 meter över havet.

## Delavrinningsområde
Surtjärnen ingår i det delavrinningsområde (670791-152595) som SMHI kallar för Inloppet i Stora Skällingen. Medelhöjden är 175 meter över havet och ytan är 23,01 kvadratkilometer. Det finns inga avrinningsområden uppströms utan avrinningsområdet är högsta punkten. Vattendraget som avvattnar avrinningsområdet har biflödesordning 3, vilket innebär att vattnet flödar genom totalt 3 vattendrag innan det når havet efter 193 kilometer. Avrinningsområdet består mestadels av skog (84 procent). Avrinningsområdet har 1,1 kvadratkilometer vattenytor vilket ger det en sjöprocent på 4,8 procent.